# Cate Blanchett
Catherine Elise Blanchett, detta Cate (Melbourne, 14 maggio 1969), è un'attrice e produttrice cinematografica australiana con cittadinanza statunitense.
Considerata una delle migliori attrici della sua generazione, è stata candidata in totale otto volte agli Oscar, la quarta attrice in assoluto più candidata della storia del premio (record condiviso con attrici del calibro di Glenn Close, Judi Dench e Geraldine Page). Nel 2005 ha vinto l'Oscar alla miglior attrice non protagonista per la sua interpretazione di Katharine Hepburn in The Aviator di Martin Scorsese, mentre nel 2014 si è aggiudicata l'Oscar alla miglior attrice per Blue Jasmine di Woody Allen. Così facendo, è diventata una delle sette attrici nella storia (insieme a Helen Hayes, Ingrid Bergman, Maggie Smith, Meryl Streep, Jessica Lange e Renée Zellweger) ad avere vinto il premio Oscar sia come migliore attrice protagonista sia come migliore attrice non protagonista; contestualmente è diventata la prima persona di nazionalità australiana ad avere vinto due Premi Oscar nelle categorie riservate alla recitazione.
Formatasi professionalmente in patria, si è imposta all'attenzione internazionale per il ruolo di Elisabetta I d'Inghilterra in Elizabeth (1998), per il quale ha ottenuto la sua prima candidatura agli Oscar. Ha ricevuto la nomination anche per Diario di uno scandalo (2006), Elizabeth: The Golden Age (2007), Io non sono qui (2007), Carol (2015) e Tár (2022). Il suo impegno nell'industria cinematografica è stato premiato con numerosi altri riconoscimenti, tra cui quattro Golden Globe, quattro premi BAFTA, tre Screen Actors Guild Awards, tre Critics Choice Awards, due Coppe Volpi e il BFI alla carriera. È inoltre stata nominata ai premi Oscar per film prodotti in quattro decenni diversi (anni novanta, duemila, duemiladieci e duemilaventi). Tra le onorificenze nazionali, è stata insignita del titolo di cavaliere dell'Ordre des arts et des lettres dal governo francese nel 2012 e di quello di compagno dell'Ordine dell'Australia per i servizi resi in ambito artistico, umanitario e a sostegno dell'ambiente, quest'ultimo consegnatole dalla Regina Elisabetta II del Regno Unito. Nel 2020 è stata presidente della giuria del Festival del Cinema di Venezia.

## Biografia
Nata nel 1969 a Melbourne, capitale dello Stato australiano di Victoria, ha origini francesi per parte del padre, Robert DeWitt Blanchett, e inglesi da parte della madre, June Gamble. Seconda di tre figli, ha un fratello maggiore e una sorella minore, perde il padre all'età di 10 anni. Dopo gli studi in danza e pianoforte, a 21 anni partecipa come comparsa nel film Kaboria, film arabo sul pugilato, durante un viaggio in Egitto, in cui interpreta una cheerleader, e la circostanza le dà lo spunto per intraprendere la carriera di attrice. S'iscrive quindi al Sydney's National Institute of Dramatic Arts e ottiene parti in teatro e in alcune serie televisive, fino all'approdo al grande schermo nel 1997 con Paradise Road di Bruce Beresford.

### Dagli inizi al 2008

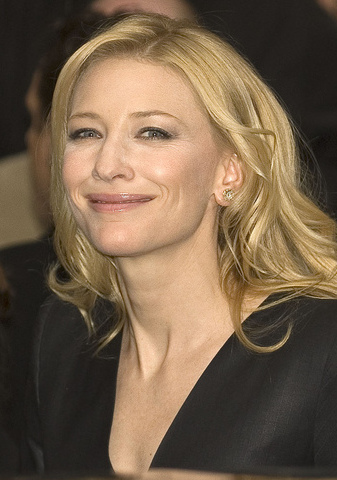
Cate Blanchett al Festival di Berlino 2007 per il film Intrigo a Berlino

Raggiunge un buon successo di critica e pubblico nel 1998 con Elizabeth, di Shekhar Kapur, con cui ottiene il Golden Globe come migliore attrice drammatica e una candidatura all'Oscar. Nel 1999 recita nell'adattamento cinematografico della commedia di Oscar Wilde Un marito ideale, a fianco di Rupert Everett e Julianne Moore e ha dei ruoli secondari ne Il talento di Mr. Ripley di Anthony Minghella e The Man Who Cried - L'uomo che pianse di Sally Potter con Christina Ricci e Johnny Depp. Nel 2001 è la protagonista di The Gift, di Sam Raimi e recita nella commedia Bandits, accanto a Bruce Willis e Billy Bob Thornton, ma entrambi ricevono una fredda accoglienza da parte del pubblico. Al contrario, la trilogia de Il Signore degli Anelli del regista neozelandese Peter Jackson, nella quale interpreta la nobildonna elfica Galadriel e che debutta proprio in quell'anno, è un enorme successo di pubblico e critica.
Cate viene inoltre molto apprezzata in Charlotte Gray e Heaven e riceve una candidatura al Golden Globe per la sua interpretazione in Veronica Guerin - Il prezzo del coraggio di Joel Schumacher. Nel 2004 viene scelta da Martin Scorsese per interpretare Katharine Hepburn in The Aviator, per cui ottiene l'Oscar come miglior attrice non protagonista nella cerimonia del 2005. Nel 2006 è al cinema con Diario di uno scandalo, del regista inglese Richard Eyre a fianco di Judi Dench (entrambe ricevono una candidatura agli Oscar) e Babel a fianco di Brad Pitt. Del 2007 partecipa a Intrigo a Berlino, firmato Steven Soderbergh, che annovera nel cast anche George Clooney e Tobey Maguire. Indossa nuovamente gli abiti di Elisabetta I d'Inghilterra, diretta ancora da Shekhar Kapur, in Elizabeth: The Golden Age, sequel del film che l'ha consacrata.
L'attrice è inoltre l'unica donna dei sei attori che interpretano Bob Dylan nel film Io non sono qui del 2007, e per questa sua interpretazione riceve la Coppa Volpi alla 64ª Mostra del cinema di Venezia e un Golden Globe. La Coppa, in quell'occasione, viene ritirata per lei da Heath Ledger, anch'egli attore nel medesimo film. Agli Oscar 2008 riceve due candidature, una come miglior attrice protagonista per Elizabeth: The Golden Age, e l'altra come miglior attrice non protagonista per Io non sono qui, non riuscendo però a portare a casa nemmeno una statuetta. Il 5 dicembre 2008 riceve la sua stella nella Hollywood Walk of Fame. Ha interpretato il ruolo dell'agente Irina Spalko in Indiana Jones e il regno del teschio di cristallo diretto da Steven Spielberg. Ne Il curioso caso di Benjamin Button di David Fincher, è stata protagonista insieme a Brad Pitt.

### Gli anni duemiladieci
Dopo un anno di pausa, nel 2010, recita al fianco di Russell Crowe in Robin Hood di Ridley Scott: nella pellicola l'attrice ha il ruolo di Lady Marian, mentre nel 2011 interpreta un agente della CIA nel film Hanna, diretta dal regista Joe Wright, al fianco di Eric Bana. Nel 2012 riprende, a distanza di ben nove anni, il ruolo di Galadriel ne Lo Hobbit - Un viaggio inaspettato, prima pellicola della trilogia Lo Hobbit, antefatto della trilogia de Il Signore degli Anelli, sempre diretta da Peter Jackson.
Nel 2013 viene scelta come testimonial del profumo Si di Giorgio Armani, con il quale firma un contratto da 10 milioni di dollari e lo stesso stilista ha dichiarato che l'attrice «rappresenta la donna per la quale io creo». Inoltre viene diretta da Woody Allen in Blue Jasmine, dove interpreta una donna che di fronte al fallimento di tutta la sua vita, compreso il matrimonio con un ricco uomo d'affari di New York, decide di trasferirsi nel modesto appartamento della sorella a San Francisco per ricominciare. Grazie a questa sua interpretazione vince il suo terzo Golden Globe e il suo secondo Oscar, questa volta trionfando nella categoria di miglior attrice e diventando la prima attrice australiana ad aver ricevuto due premi Oscar. Sempre nello stesso anno partecipa al film a episodi The Turning, tratto dall'omonimo libro di Tim Winton, nel quale avrebbe inizialmente dovuto dirigere il capitolo Reunion, debuttando per la prima volta alla regia cinematografica, ma in un momento successivo abbandona tale intenzione, limitandosi solo a interpretare e produrre parte del film.
Nel 2014 è la protagonista femminile di Monuments Men, diretto da George Clooney, interpretandovi la gallerista parigina che collabora con il gruppo di storici dell'arte alleato a caccia dei capolavori trafugati dai nazisti, per salvaguardare il patrimonio artistico dell'umanità. Sempre nel 2014 Blanchett partecipa a un film in veste di doppiatrice, prestando la sua voce a Valka, importante personaggio del film Dragon Trainer 2, seguito del film di successo del 2010 Dragon Trainer della Dreamworks.

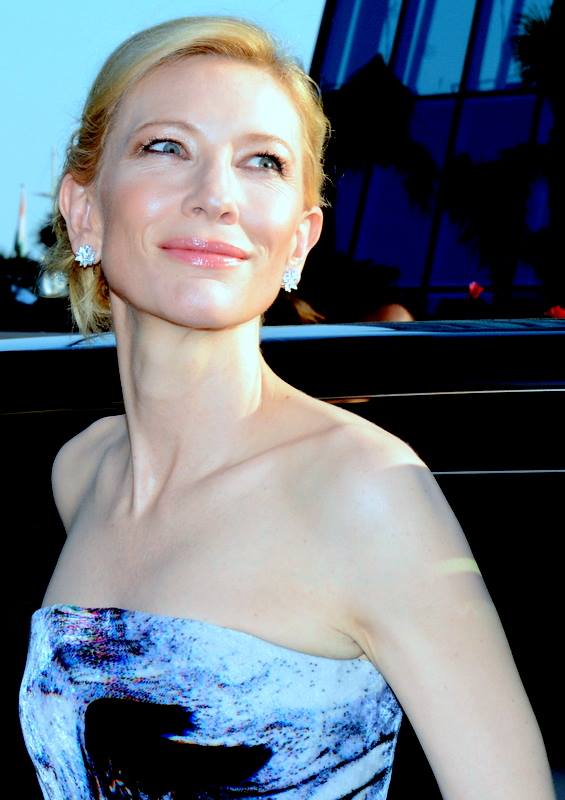
Cate Blanchett nel 2015 alla prima del film Carol

Nel 2015 ritorna al cinema con la pellicola Cenerentola, diretto da Kenneth Branagh, dove veste i panni della malvagia matrigna Lady Tremaine. Sempre nello stesso anno, ricopre un piccolo ruolo nel film Knight of Cups diretto da Terrence Malick, previsto per l'uscita nelle sale cinematografiche nel 2016. La pellicola è stata presentata in anteprima al Festival di Berlino nel febbraio 2015. Nello stesso mese riceve la sua prima statua di cera, esposta al Madame Tussauds di Hollywood. Nel 2016 è protagonista del film Carol, accanto a Rooney Mara. La pellicola, diretta da Todd Haynes, narra la storia di una donna sposata che s'innamora di una commessa di un grande magazzino. Nello stesso anno recita accanto a Robert Redford nel film Truth - Il prezzo della verità, diretta da James Vanderbilt, basato sul libro della giornalista statunitense Mary Mapes intitolato Truth and Duty: The Press, the President, and the Privilege of Power. La pellicola, che racconta il caso che coinvolse la CBS News nell'inchiesta Bush-Guard e che portò al licenziamento della produttrice del programma 60 Minutes, viene presentato in concorso alla decima edizione del Festival del Cinema di Roma.
Tra il 2015 e il 2017 è protagonista del progetto del videoartista tedesco Julian Rosefeldt Manifesto, in una serie di dodici video installazioni proiettate in alcuni musei d'arte moderna. Successivamente, è stato annunciato che avrebbe interpretato Lucille Ball in un film biografico scritto da Aaron Sorkin, ma successivamente il ruolo è andato a Nicole Kidman. Nell'autunno del 2016 inizia le riprese del film Ocean's 8, diretta da Gary Ross, al fianco di Sandra Bullock, Helena Bonham Carter, Anne Hathaway, Rihanna, Mindy Kaling, Sarah Paulson e Awkwafina. Il film, sequel e spin-off della trilogia di Ocean's, ha debuttato nell'estate del 2018.
Nella primavera del 2017 ritorna al cinema nella sua terza collaborazione con il regista Terrence Malick, Song to Song, mentre nel mese di agosto viene inserita dalla rivista Forbes, all'ottavo posto fra le attrici più pagate, con un guadagno di 12 milioni di dollari, ex aequo con la collega Julia Roberts. Nel mese di luglio inizia le riprese del film tratto dal libro Dove Vai Bernadette?, dell'autrice statunitense Maria Semple, diretta dal regista statunitense Richard Linklater. Nell'ottobre dello stesso anno interpreta la prima donna villain del Marvel Cinematic Universe, vestendo i panni di Hela, dea della morte asgardiana, nel film Thor: Ragnarok.
Nel 2018 presiede la giuria della 71ª edizione del Festival di Cannes. Nello stesso anno partecipa al film Il mistero della casa del tempo e presta la voce al serpente Kaa in Mowgli - Il figlio della giungla. Nel 2019 fu protagonista in Che fine ha fatto Bernadette?.

### Anni duemilaventi
Nel 2020 Cate Blanchett ritorna al piccolo schermo con due miniserie da lei create: la prima è Stateless, di cui è stata creatrice, regista e produttrice esecutiva. La serie è andata in onda sul canale ABC australiano per poi essere distribuita da Netflix. La seconda è Mrs. America, nella quale ha interpretato Phyllis Schlafly, che ha debuttato su FX nell'aprile 2020. Nel 2021 entra a fare parte del cast di Don't Look up, insieme a Leonardo DiCaprio, Jennifer Lawrence e Meryl Streep. L'anno seguente, grazie alla sua magistrale interpretazione nel film Tár, ben presto campione d'incassi, vince alla Mostra internazionale d'arte cinematografica di Venezia la Coppa Volpi per la migliore interpretazione femminile (per la seconda volta), il Golden Globe per la migliore attrice in un film drammatico e il BAFTA alla migliore attrice protagonista, oltre a ricevere la sua ottava candidatura all'Oscar nella sezione miglior attrice protagonista.

### Carriera teatrale

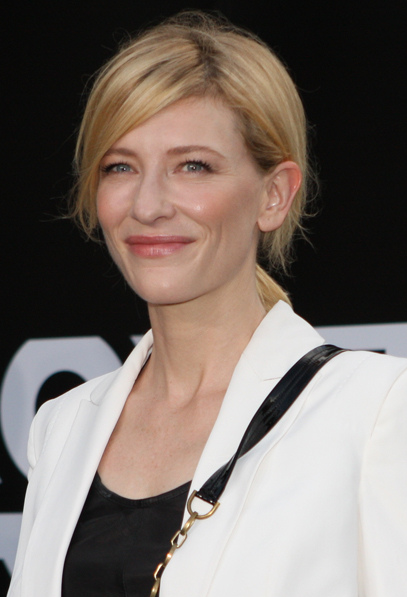
Cate Blanchett al Tropfest Opens 2012

Cate Blanchett inizia la sua carriera artistica in teatro, dove prende parte a produzioni minori fin dal suo diploma presso il NIDA. Si fa notare dai critici nel 1993, quando recita al fianco di Geoffrey Rush nell'opera Oleanna di David Mamet, che le vale il Rosemont Award. Dopo alcune produzioni australiane nel 1999 è in scena a Londra con Plenty, del drammaturgo inglese David Hare.
Dopo cinque anni lontano dal palcoscenico, Cate Blanchett ritorna al teatro nel 2004, al fianco di Hugo Weaving, in Hedda Gabler di Henrik Ibsen, che le vale il primo Helpmann Award come miglior attrice teatrale. Nel 2009, anno che segna l'inizio della sua co-direzione artistica della compagnia teatrale di Sydney, interpreta Blanche DuBois in Un tram che si chiama Desiderio, diretta dall'attrice norvegese Liv Ullmann. Sempre nel 2009 riveste due ruoli nel ciclo The War of the Roses, adattamento tratto dall'Enrico VI e dal Riccardo III di William Shakespeare. Nel 2010 calca il palcoscenico con l'opera Zio Vanja di Anton Čechov, mentre nel 2011 è Lotte in Groß und klein del drammaturgo tedesco Botho Strauß; la sua interpretazione in quest'ultima opera le vale la candidatura agli Evening Standard Theatre Awards come migliore attrice.
Dopo un anno di assenza dalle scene, nel 2013 calca nuovamente il palcoscenico ne Le serve, di Jean Genet, al fianco dell'attrice francese Isabelle Huppert, mentre nel 2015 fa parte del cast del riadattamento dell'opera incompiuta Platonov di Anton Čechov, che debutta a Broadway l'anno successivo.
Nel 2017 l'annuncio del nuovo progetto teatrale tratto dal film Eva contro Eva, che la vede nel ruolo che fu al cinema di Bette Davis, e che la portò per la prima volta nei teatri del West End londinese nella primavera del 2018.

### Regista
Dopo avere diretto, durante le scuole superiori, un riadattamento teatrale del libro Non si uccidono così anche i cavalli? dello scrittore statunitense Horace McCoy, Cate Blanchett debutta ufficialmente come regista teatrale nel 2006, quando dirige, per la compagnia teatrale di Sydney, l'opera Una specie di Alaska del drammaturgo inglese Harold Pinter. Nel 2007 dirige Blackbird dello scrittore scozzese David Harrower, mentre nel 2008 Robyn Nevin ne L'anno del pensiero magico, opera autobiografica della scrittrice statunitense Joan Didion.

## Vita privata
Il 29 dicembre 1997 ha sposato il drammaturgo, sceneggiatore e regista australiano Andrew Upton, conosciuto l'anno prima sul set di uno show televisivo. La coppia ha quattro figli: Dashiell John (2001), Roman Robert (2004) e Ignatius Martin (2008), mentre nel marzo 2015 ha confermato le voci secondo cui avrebbe adottato una bambina, Edith Vivian Patricia.

## Attivismo
Blanchett è impegnata in iniziative culturali, sociali e ambientaliste, è ambasciatrice di buona volontà dell'ONG di sviluppo SolarAid e ha più volte collaborato con l'Alto commissariato delle Nazioni Unite per i rifugiati (UNHCR), di cui è diventata ufficialmente ambasciatrice di buona volontà nel maggio 2016, al ritorno da una missione nel campo profughi in Giordania.

## Filmografia

### Attrice

#### Cinema
- Kaboria, regia di Khairy Beshara (1990)
- Parklands, regia di Kathryn Millard (1996)
- Paradise Road, regia di Bruce Beresford (1997)
- Thank God He Met Lizzie, regia di Cherie Nowlan (1997)
- Oscar e Lucinda (Oscar and Lucinda), regia di Gillian Armstrong (1997)
- Elizabeth, regia di Shekhar Kapur (1998)
- Un marito ideale (An Ideal Husband), regia di Oliver Parker (1999)
- Falso tracciato (Pushing Tin), regia di Mike Newell (1999)
- Il talento di Mr. Ripley (The Talented Mr. Ripley), regia di Anthony Minghella (1999)
- The Man Who Cried - L'uomo che pianse (The Man Who Cried), regia di Sally Potter (2000)
- The Gift, regia di Sam Raimi (2000)
- Bandits, regia di Barry Levinson (2001)
- Il Signore degli Anelli - La Compagnia dell'Anello (The Lord of the Rings: The Fellowship of the Ring), regia di Peter Jackson (2001)
- Charlotte Gray, regia di Gillian Armstrong (2001)
- The Shipping News - Ombre dal profondo (The Shipping News), regia di Lasse Hallström (2001)
- Heaven, regia di Tom Tykwer (2002)
- Il Signore degli Anelli - Le due torri (The Lord of the Rings: The Two Towers), regia di Peter Jackson (2002)
- Veronica Guerin - Il prezzo del coraggio (Veronica Guerin), regia di Joel Schumacher (2003)
- Coffee and Cigarettes, regia di Jim Jarmusch (2003)
- The Missing, regia di Ron Howard (2003)
- Il Signore degli Anelli - Il ritorno del re (The Lord of the Rings: The Return of the King), regia di Peter Jackson (2003)
- Le avventure acquatiche di Steve Zissou (The Life Aquatic with Steve Zissou), regia di Wes Anderson (2004)
- The Aviator, regia di Martin Scorsese (2004)
- Little Fish, regia di Rowan Woods (2005)
- Stories of Lost Souls, registi vari (2005)
- Babel, regia di Alejandro González Iñárritu (2006)
- Intrigo a Berlino (The Good German), regia di Steven Soderbergh (2006)
- Diario di uno scandalo (Notes on a Scandal), regia di Richard Eyre (2006)
- Hot Fuzz, regia di Edgar Wright (2007) - cameo non accreditato
- Io non sono qui (I'm Not There), regia di Todd Haynes (2007)
- Elizabeth: The Golden Age, regia di Shekhar Kapur (2007)
- Indiana Jones e il regno del teschio di cristallo (Indiana Jones and the Kingdom of the Crystal Skull), regia di Steven Spielberg (2008)
- Il curioso caso di Benjamin Button (The Curious Case of Benjamin Button), regia di David Fincher (2008)
- Robin Hood, regia di Ridley Scott (2010)
- Hanna, regia di Joe Wright (2011)
- Lo Hobbit - Un viaggio inaspettato (The Hobbit: An Unexpected Journey), regia di Peter Jackson (2012)
- Blue Jasmine, regia di Woody Allen (2013)
- The Turning, di registi vari (2013)
- Lo Hobbit - La desolazione di Smaug (The Hobbit: The Desolation of Smaug), regia di Peter Jackson (2013)
- Monuments Men (The Monuments Men), regia di George Clooney (2014)
- Lo Hobbit - La battaglia delle cinque armate (The Hobbit: The Battle Of Five Armies), regia di Peter Jackson (2014)
- Knight of Cups, regia di Terrence Malick (2015)
- Manifesto, regia di Julian Rosefeldt (2015)
- Cenerentola (Cinderella), regia di Kenneth Branagh (2015)
- Carol, regia di Todd Haynes (2015)
- Truth - Il prezzo della verità (Truth), regia di James Vanderbilt (2015)
- Song to Song, regia di Terrence Malick (2017)
- Thor: Ragnarok, regia di Taika Waititi (2017)
- Mowgli - Il figlio della giungla (Mowgli), regia di Andy Serkis (2018)[39]
- Ocean's 8, regia di Gary Ross (2018)
- Il mistero della casa del tempo (The House with a Clock in Its Walls), regia di Eli Roth (2018)
- Che fine ha fatto Bernadette? (Where'd You Go, Bernadette), regia di Richard Linklater (2019)
- Don't Look Up, regia di Adam McKay (2021)
- La fiera delle illusioni - Nightmare Alley (Nightmare Alley), regia di Guillermo del Toro (2021)
- Tár, regia di Todd Field (2022)
- The New Boy, regia di Warwick Thornton (2023)
- Voci di potere (Rumours), regia di Guy Maddin, Evan Johnson e Galen Johnson (2024)
- Borderlands, regia di Eli Roth (2024)
- Black Bag - Doppio gioco (Black Bag), regia di Steven Soderbergh (2025)

#### Televisione
- Polizia squadra soccorso (Police Rescue) – serie TV, episodio 3x05 (1993)
- Bordertown – miniserie TV, 3 episodi (1995)
- Rake – serie TV, episodio 3x03 (2014)
- Mrs. America – miniserie TV (2020)
- Stateless – miniserie TV (2020)
- Black Mirror – serie TV, episodio 6x01 (2023) - cameo
- Disclaimer - La vita perfetta (Disclaimer), regia di Alfonso Cuarón – miniserie TV, 7 puntate (2024)
- Squid Game – serie TV, episodio 3x06 (2025) - cameo

#### Videoclip
- The Spoils dei Massive Attack (2016)

### Doppiatrice
- Eyes Wide Shut, regia di Stanley Kubrick (1999)[40]
- Ponyo sulla scogliera (Gake no ue no Ponyo), regia di Hayao Miyazaki (2008)
- I Griffin (Family Guy) – serie animata, 2 episodi (2012)
- Dragon Trainer 2 (How to Train Your Dragon 2), regia di Dean DeBlois (2014)
- Voyage of Time - Il cammino della vita (Voyage of Time), regia di Terrence Malick (2016)
- Dragon Trainer - Il mondo nascosto (How to Train Your Dragon: The Hidden World), regia di Dean DeBlois (2019)
- I Simpson (The Simpsons) – serie animata, episodio 31x22 (2020)
- L'accademia del bene e del male (The School for the God and the Evil), regia di Paul Feig (2022)
- Pinocchio di Guillermo del Toro, regia di Guillermo del Toro (2022)
- What If...? – serie animata, episodi 2x07-2x09 (2023)

### Produttrice

#### Cinema
- Carol, regia di Todd Haynes (2015)
- Tár, regia di Todd Field (2022)
- The New Boy, regia di Warwick Thornton (2023)

#### Televisione
- Stateless – miniserie TV (2020)
- Mrs. America – miniserie TV (2020)
- Disclaimer - La vita perfetta (Disclaimer), regia di Alfonso Cuarón – miniserie TV, 7 puntate (2024)

## Teatro

### Attrice
- Elettra di Sofocle, regia di Lindy Davies. National Institute of Dramatic Art di Kensington (1992)
- Top Girls di Caryl Churchill, regia di Melissa Bruce. Sydney Theatre Company di Sydney (1993)
- Kafka Dances, scritto e diretto da Timothy Daly. Griffin Theatre Company di Sydney (1993), Sydney Theatre Company di Sydney (1994)
- Oleanna, scritto e diretto da David Mamet. Sydney Theatre Company di Sydney (1993)
- Amleto di William Shakespeare, regia di Neil Armfield. Belvoir St Theatre di Sydney (1994)
- Sweet Phoebe, scritto e diretto da Michael Gow. Sydney Theatre Company di Sydney e Warehouse Theatre di Croydon (1995)
- La tempesta di William Shakespeare, regia di Neil Armfield. Belvoir St Theatre di Sydney (1995)
- The Blind Giant is Dancing di Stephen Sewell, regia di Neil Armfield. Belvoir St Theatre di Sydney (1995)
- Il gabbiano di Anton Čechov, regia di Neill Armfieldt. Belvoir St Theatre di Sydney (1995)
- Plenty di David Hare, regia di Jonathan Kent. Albery Theatre di Londra (1996)
- I monologhi della vagina di autrici varie. Old Vic di Londra (1999)
- Hedda Gabler di Henrik Ibsen, regia di Robyn Nevin. Sydney Theatre Company di Sydney (2004), Brooklyn Academy of Music di New York (2006)
- A King of Alaska, regia di Cate Blanchett e Andrew Upton. Sydney Theatre Company di Sydney (2006)
- Guerra delle due rose di William Shakespeare, regia di Benedict Andrews. Sydney Theatre Company di Sydney (2009)
- Un tram che si chiama Desiderio di Tennessee Williams, regia di Liv Ullmann. Sydney Theatre Company di Sydney, Kennedy Center di Washington e Brooklyn Academy of Music di New York (2009)
- Zio Vanja di Anton Čechov, regia di Andrew Upton. Sydney Theatre Company di Sydney, Kennedy Center di Washington e Lincoln Center di New York (2011)
- Grande e piccolo di Botho Strauß, regia di Benedict Andrews. Barbican Center di Londra (2011), Théâtre de la Ville di Parigi, Vienna Festival, Ruhrfestspiele di Recklinghausen (2012)
- Zio Vanja di Anton Čechov, regia di Andrew Upton.
- Le serve di Jean Genet, regia di Benedict Andrews. Sydney Theatre Company di Sydney (2013) e City Center Encores di New York (2014)
- Platonov di Anton Čechov, regia di John Crowley. Sydney Theatre Company di Sydney (2015), Ethel Barrymore Theatre di Broadway (2017)
- When We Have Sufficiently Tortured Each Other di Martin Crimp, regia di Katie Mitchell. National Theatre di Londra (2019)
- Il gabbiano di Anton Čechov, regia di Thomas Ostermeier. Barbican Centre di Londra (2025)

### Regista
- Una specie di Alaska di Harold Pinter. Sydney Theatre Company di Sydney (2006)
- Blackbird di David Harrower. Sydney Theatre Company di Sydney (2007)
- L'anno del pensiero magico di Joan Didion. Sydney Theatre Company di Sydney (2008)

## Riconoscimenti
Cate Blanchett ha collezionato diverse vittorie e candidature ai più importanti premi cinematografici, televisivi e teatrali: ha vinto due Premi Oscar su otto candidature ricevute, quattro Golden Globe su dodici candidature, quattro Premi BAFTA su sette candidature, tre Screen Actors Guild Award, due Satellite Awards e ha anche ricevuto una candidatura ai Tony Awards a cui vanno ad aggiungersi altri riconoscimenti che rendono omaggio ai suoi lavori e alla sua carriera.

## Doppiatrici italiane
Nelle versioni in italiano delle opere in cui ha recitato, Cate Blanchett è stata doppiata da:
- Emanuela Rossi in Indiana Jones e il regno del teschio di cristallo, Blue Jasmine, Knight of Cups, Carol, Truth - Il prezzo della verità, Song to Song, Ocean's 8, Il mistero della casa del tempo, Mrs. America, Don't Look Up, Tár, Borderlands, Disclaimer - La vita perfetta, Black Bag - Doppio gioco, Squid Game
- Cristiana Lionello in The Man Who Cried - L'uomo che pianse, Il Signore degli Anelli - La Compagnia dell'Anello, The Shipping News - Ombre dal profondo, Il Signore degli Anelli - Le due torri, The Missing, Il Signore degli Anelli - Il ritorno del re, The Aviator, Babel, Io non sono qui, Lo Hobbit - Un viaggio inaspettato, Lo Hobbit - La desolazione di Smaug, Lo Hobbit - La battaglia delle cinque armate
- Roberta Pellini in Oscar e Lucinda, Elizabeth, Un marito ideale, The Gift, Bandits, Elizabeth: The Golden Age, Il curioso caso di Benjamin Button[41], Robin Hood, Thor: Ragnarok, Stateless, La fiera delle illusioni - Nightmare Alley
- Francesca Fiorentini in Falso tracciato, Coffee and Cigarettes, Le avventure acquatiche di Steve Zissou, Little Fish
- Claudia Catani in Charlotte Gray, Cenerentola
- Eleonora De Angelis in Paradise Road
- Chiara Colizzi in Il talento di Mr. Ripley
- Sabrina Duranti in Veronica Guerin - Il prezzo del coraggio
- Silvia Pepitoni in Stories of Lost Souls
- Marit Nissen in Intrigo a Berlino
- Liliana Sorrentino in Diario di uno scandalo
- Ilaria Stagni in Hot Fuzz
- Ida Sansone in Hanna
- Cinzia Villari in Monuments Men
- Roberta Greganti in Che fine ha fatto Bernadette?

Da doppiatrice è sostituita da:
- Francesca Fiorentini in Dragon Trainer 2, Dragon Trainer - Il mondo nascosto
- Emanuela Rossi ne I Griffin (ep. 10x22), L'accademia del bene e del male
- Roberta Pellini in Mowgli - Il figlio della giungla[39], What If...?
- Cristiana Lionello ne I Simpson
- Emanuela Moschin in Eyes Wide Shut
- Perla Liberatori ne I Griffin (ep. 10x19)
- Tiziana Avarista in Pinocchio di Guillermo del Toro